# Drwały (gmina Wyszogród)
Drwały – wieś sołecka w Polsce położona w województwie mazowieckim, w powiecie płockim, w gminie Wyszogród.
Wieś duchowna położona była w drugiej połowie XVI wieku w ziemi wyszogrodzkiej województwa mazowieckiego, własność opactwa benedyktynów w Płocku w XVI wieku. W latach 1975–1998 miejscowość należała administracyjnie do województwa płockiego. 1 stycznia 2003 będące dotychczasowymi częściami wsi: Budy, Góry, Nadwiśle, Praga, Warszawa i Żabowo zostały zlikwidowane jako osobne miejscowości.